# 1,1,1-tricloroetano
L'1,1,1-tricloroetano o R-140a è un alogenuro alchilico diformula CH3CCl3 scoperto nel 1840 dal chimico francese Henri Victor Regnault. Molto usato nella seconda metà del XX secolo come solvente industriale, prodotto dal 1950 al 1995 e dal 1996 bandito dal Protocollo di Montréal. Fra i nomi commerciali con cui era maggiormente conosciuto si ricordano Genklene (ICI), metilcloroformio, Solvente 111.
A temperatura ambiente si presenta come un liquido incolore dall'odore dolciastro. È un composto nocivo, pericoloso per l'ambiente.

## Produzione
Prodotto dal cloruro di vinile attraverso due passaggi. Nel primo stadio il cloruro di vinile viene fatto reagire a 250 °C con acido cloridrico in presenza di catalizzatore quali tricloruro di alluminio, ferro (III), cloruro di zinco
CH2=CHCl + HCl → CH3CHCl2
Il prodotto ottenuto, l'1,1-dicloroetano reagisce con cloro sotto irraggiamento ultravioletto per dare con rese dall'80 al 90% di 1,1,1-tricloroetano e come sottoprodotto il 1,1,2-tricloroetano.
CH3CHCl2 + Cl2 → CH3CCl3 + HCl
Il prodotto è purificato per distillazione e l'acido cloridrico ottenuto è riutilizzato nel primo stadio. 
Una piccola quantità di 1,1,1-tricloroetano si ottiene già dal primo stadio se viene impiegato come catalizzatore ferro (III).

## Usi
È stato impiegato come solvente per composti organici, molto efficiente in quanto la sua bassa polarità permette di sciogliere moltissimi composti senza però miscelarsi con i solventi apolari, permettendo in questo modo di funzionare da solvente selettivo ed estrattore.
Nell'industria metalmeccanica ha trovato impiego come pulitore e sgrassante, anche nel rimuovere residui di PVC da metalli quali argento e rame.
Nell'industria elettronica come solvente fotoresistente. Nell'industria delle vernici, degli inchiostri, delle colle e degli adesivi come solvente.
Nell'industria fotografica e della cinematografia come solvente per pulizia e restauro di pellicole fotografiche.
Nell'industria della cancelleria come solvente per correttori universali come ad esempio il Bianchetto.
Come propellente per aerosol.

## Tossicità
Bandito dal Protocollo di Montréal in quanto come solvente organico clorurato ritenuto responsabile dell'allargamento del buco dell'ozono, è mortale per insetti e specie dell'ambiente acquatico.
Sull'uomo agisce colpendo il sistema nervoso centrale dando sintomi classici dell'intossicazione quali vomito, confusione mentale, incoscienza e nei casi più gravi procurando la morte. Sospetto teratogeno.

## Cloroetani
Riportiamo i 6 cloroetani e i 3 isomeri di struttura
- Cloroetano
- 1,1-dicloroetano
- 1,2-dicloroetano (isomero)
- 1,1,1-tricloroetano
- 1,1,2-tricloroetano (isomero)
- 1,1,1,2-tetracloroetano
- 1,1,2,2-tetracloroetano (isomero)
- Pentacloroetano
- Esacloroetano